# Nothobranchius hassoni
Nothobranchius hassoni är en fiskart som beskrevs av Stefano Valdesalici och Wildekamp 2004. Nothobranchius hassoni ingår i släktet Nothobranchius och familjen Nothobranchiidae. IUCN kategoriserar arten globalt som otillräckligt studerad. Inga underarter finns listade i Catalogue of Life.